# Cuguen
Cuguen é uma comuna francesa na região administrativa da Bretanha, no departamento Ille-et-Vilaine. Estende-se por uma área de 23,21 km². Em 2010 a comuna tinha 851 habitantes (densidade: 36,7 hab./km²).